# Marie Guillot

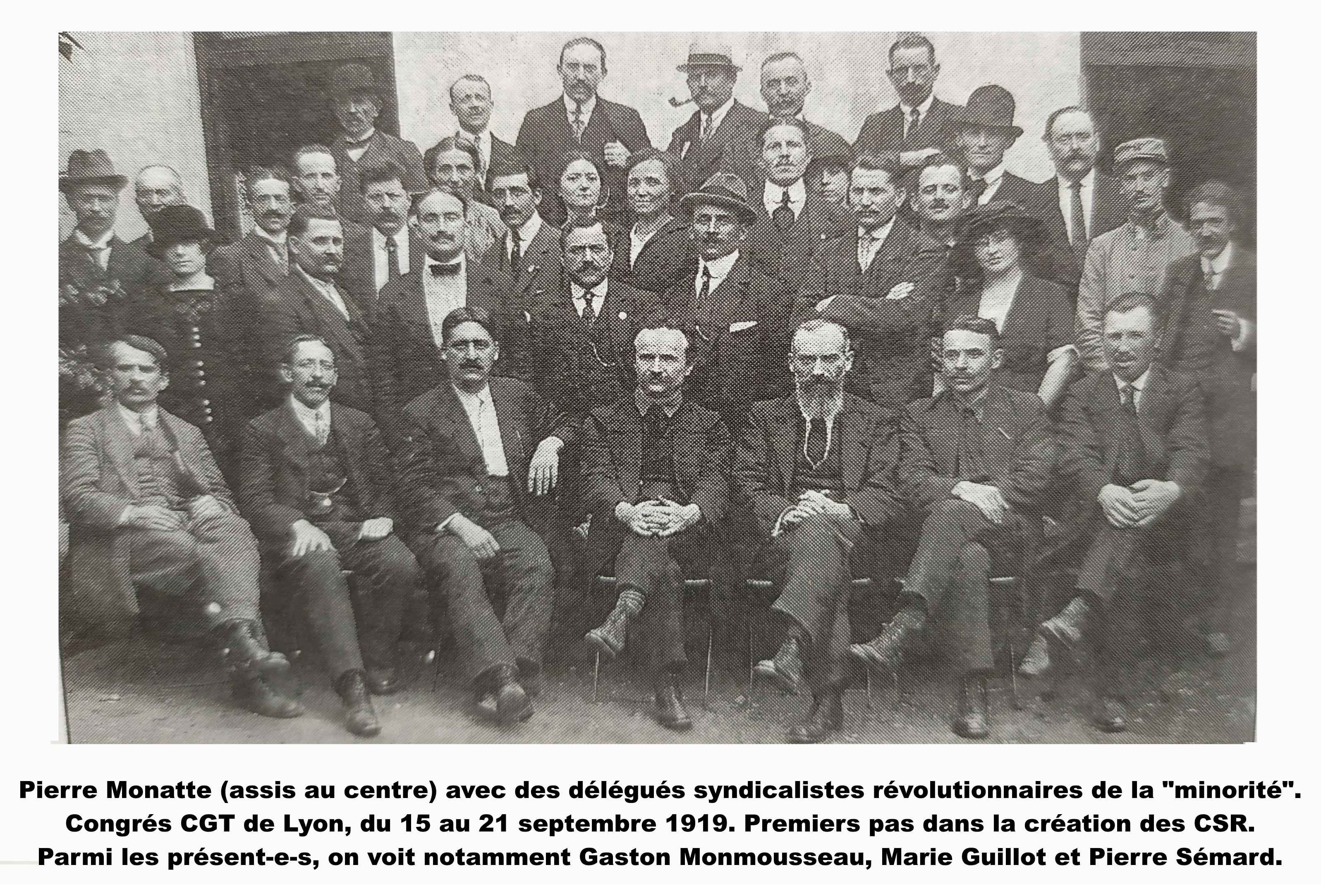
Marie Guillot unter den anderen revolutionären Delegierten beim CGT-Kongress in Lyon, September 1919

Marie Louise Guillot (* 9. September 1880 in Damerey; † 4. März 1934 in Lyon) war eine französische Lehrerin, Gewerkschafterin, Pazifistin und Feministin.

## Leben
Marie Louise Guillot stammt aus der Bresse im Département Saône-et-Loire und blieb ihr ganzes Leben lang mit dieser Gegend im südlichen Burgund verbunden. Ihr Vater, ein Tagelöhner, starb, als sie erst drei Jahre alt war. Um die Familie zu ernähren (Marie hatte noch eine Schwester), verließ ihre Mutter das Land in der Bresse, um in der nächstgelegenen Stadt Chalon-sur-Saône als Waschfrau zu arbeiten. Marie Guillot war eine gute Schülerin und erhielt, gefördert von einer laizistischen Lehrerin, den Abschluss für den Zugang zum kleinen öffentlichen Dienst: das Brevet supérieur.

### Gewerkschafterin, Feministin und Pazifistin
Im Jahr 1899 wurde sie Grundschullehrerin, eine Stelle, die es ihr ermöglichte, sich um ihre Mutter zu kümmern. Nach einigen Jahren als Vertretungslehrerin und Praktikantin in Schulen im Mâconnais, in der Region Autun und in der Bresse wurde sie an einer Schule in einem kleinen Dorf an der Côte Chalonnaise fest angestellt. Dort unterrichtete sie von 1904 bis 1921. Sie blieb ledig und widmete sich neben ihrer Lehrtätigkeit auch gewerkschaftlichen Aktivitäten. Um 1910 gründete sie die Sektion Saône-et-Loire der Fédération des syndicats d’instituteurs (Verband der Lehrergewerkschaften) und übernahm das Sekretariat in einem feindseligen Verwaltungsumfeld.
Die harten Lebensbedingungen ihrer Eltern, ihre eigenen Lebensumstände und die Schikanen der Hierarchie überzeugten sie davon, sich gewerkschaftlich zu engagieren. Hinzu kamen ideologische Faktoren, dieselben, die sie zu einer Anhängerin der Sozialistischen Partei machten (wahrscheinlich unter dem Einfluss eines anderen Lehrers aus Saône-et-Loire, Théo Bretin). Wie die revolutionären Syndikalisten sah sie in der Gewerkschaft den Organisator der zukünftigen Gesellschaft. Sie gehörte zu den Abonnenten des kleinen Organs La Vie ouvrière und unterhielt ab 1913 einen langjährigen Briefwechsel mit Pierre Monatte. Einige dieser Briefe erschienen in Colette Chambellands und Jean Maitrons Werk „Syndicalisme révolutionnaire et Communisme“. Als La Vie ouvrière im Juli 1913 einen Artikel mit der Unterschrift „Marie Guillot“ veröffentlichte, sprach bereits eine erfahrene Aktivistin. Das Gewerkschaftsorgan hatte sie schon in seiner Ausgabe vom Januar 1913 unter dem transparenten Pseudonym „eine Abonnentin aus Saône-et-Loire“ zu Wort kommen lassen.
Damals notierte sie:

« Es fehlt an Frauen in „La Vie ouvrière“, wissen Sie! Glaubt ihr denn, dass ihr die Revolution oder eine wirtschaftliche Umgestaltung ohne die Mitwirkung der Frauen bewerkstelligen könnt? (...) Ist das Verachtung uns gegenüber? Dann wären Sie schlecht beraten. Die Frauenbewegung durchdringt die Massen und wird sie immer mehr durchdringen, und man wird mit ihr rechnen müssen. »

Seit 1910 war sie an der Redaktion und Verbreitung von L’École émancipée beteiligt, einer wöchentlichen pädagogischen Zeitschrift, die von der Fédération nationale des Syndicats d’institutrices et d’instituteurs de France et des Colonies (Nationale Föderation der Gewerkschaften der Lehrerinnen und Lehrer in Frankreich und den Kolonien) herausgegeben wurde. Vier Artikel von ihr (allein oder in Zusammenarbeit) wurden 1911 in dieser Zeitschrift veröffentlicht, fünf wurden 1912 veröffentlicht, sechs 1913, sieben allein im Zeitraum Januar bis Juli 1914. Ab April 1912 hatte sie in dieser Zeitschrift eine Kolumne: die Tribune féministe.
Der Kampf der Frauen für die Gleichberechtigung hatte für sie die gleiche Bedeutung wie ihr politisches und gewerkschaftliches Engagement. Seit 1906 leitet sie die Association des femmes de Saône-et-Loire für die Verbreitung laizistischer Ideen. Damals stützte sie sich auf die Wochenzeitung Le Socialiste de Saône-et-Loire, um feministische Forderungen zu verbreiten. Die École émancipée wiederum ermöglichte es ihr, ihre Ideen zu popularisieren, zumal die Situation der Frauen im öffentlichen Dienst durch einen Gehaltsunterschied zwischen Männern und Frauen gekennzeichnet war.
Im August 1914 vollzog sie die allgemeine Unterstützung der französischen Kriegsanstrengungen nicht mit. Sie schrieb an Pierre Monatte:

« Was mich mehr als jedes Gemetzel erschreckt, ist die Welle des Hasses, die sich immer höher erhebt und die Energien der Arbeiter von ihrem Ziel ablenkt. »

In den Jahren des Krieges verfolgte sie denselben Weg: Wo immer sie konnte, setzte sie sich für die Verbreitung pazifistischer Ideen ein. Bestärkt wurde sie durch Romain Rollands Aufruf Au-dessus de la mêlée (September 1914), durch die Haltung von Pierre Monatte, mit dem sie während des gesamten Krieges korrespondierte, und durch die Stellungnahmen anderer Lehrerinnen, die sich für den Frieden einsetzten. Obwohl sie mehrfach bedroht wurde, wurde sie während des Krieges nicht verhaftet.

### Gewerkschaftsaktivitäten nach dem Krieg
Nach dem Krieg begann Guillot, eine größere Rolle in der Gewerkschaftsbewegung zu spielen. Von 1919 bis 1921 nahm sie an mehreren nationalen Kongressen der Fédération nationale des syndicats d'instituteurs und der CGT teil, wobei sie der revolutionär gesinnten Minderheit der Bewegung angehörte.
Im Januar 1920 wurde sie zur Generalsekretärin der Comités syndicalistes révolutionnaires de l’Enseignement (Revolutionäre Syndikalistische Komitees des Unterrichtswesens) gewählt.
Im August desselben Jahres nahm sie am 14. Kongress der Fédération des syndicats d’instituteurs in Bordeaux teil. Sie war eine von 350 Delegierten, die 12.000 Mitglieder in 68 Gewerkschaften vertraten. Doch wie nie zuvor wurde den Beamten das Gewerkschaftsrecht verweigert. Der Sekretär des Verbandes, Louis Bouët, wurde am 31. Juli abgesetzt. Dies war das dritte Mal in der Geschichte der jungen Lehrergewerkschaft, dass ein Föderationssekretär abberufen wurde (zuvor Marius Nègre und Hélène Brion). In den Jahren 1919 bis 1921 waren auch mehrere Gewerkschafter im Unterrichtswesen von Ermittlungen und Sanktionen betroffen. Marie Guillot, die Vorsitzende des Comité syndicaliste révolutionnaire de la Saône-et-Loire, wurde im Januar 1921 vor den Disziplinarrat gestellt. Da sie von allen Personalvertretern und ihrem Grundschulinspektor verteidigt wurde, was ein seltener Fall war, lag ihr Fall beim Inspecteur d'Académie. Am 25. April 1921 wurde sie aus dem Schuldienst entlassen: „Die von Mlle Marie Guillot ausgeführten revolutionären Propagandaakte sind mit den Aufgaben einer öffentlichen Lehrerin unvereinbar.“
Ihre Freunde von La Vie ouvrière verschafften ihr, die ohne Gehalt dastand, eine redaktionelle Arbeit. Durch eine Solidaritätsaktion wurde das Äquivalent von acht Monaten ihres Lehrergehalts gesammelt. Sie spendete einen großen Teil davon an ihre Gewerkschaft, um die Kosten für die Rechtsstreitigkeiten zu decken. Aber ihr Aktivismus nahm in ihrer Freizeit zu. Im Juli 1921 wählte die CGT des Départements Saône-et-Loire sie zur Generalsekretärin. Damit kehrte sich das Kräfteverhältnis zwischen den Befürwortern einer Konföderation und der revolutionären Minderheit zum ersten Mal im Département um. Marie Guillot wurde mit 24 Stimmen gegen 19 Stimmen gewählt.

### Generalsekretärin der Fédération de l’Enseignement und der CGTU
Die Spannungen, die 1920 beim Kongress von Tours zum Bruch zwischen der sozialistischen Section française de l’Internationale ouvrière und der kommunistischen Parti communiste français geführt hatten, setzten auch die Gewerkschaften einer Zerreißprobe aus. Abstimmungen innerhalb der CGT über den Kurs zeigten eine wachsende Bedeutung des revolutionären Flügels. 1921 wurde Marie Guillot (als erste Frau in einer CGT-Gewerkschaft) zur Generalsekretärin der Fédération gewählt.
Die Mehrheitsvertreter um Léon Jouhaux versuchten, der Lage durch Ausschlüsse Herr zu werden. In dieser Zeit der Spannungen spaltete sich die Confédération générale du travail unitaire (Allgemeiner Einheitsverband der Arbeit, CGTU) ab. Diese wurde von Anarchisten dominiert.
Der erste Kongress fand Ende Juni 1922 in Saint-Étienne statt. Die interne Debatte konzentrierte sich auf die Mitgliedschaft in der Roten Gewerkschafts-Internationale (RGI), d. h. auf den Grad der Autonomie gegenüber dieser Organisation. Nun befanden sich Marie Guillot und der Postbeamte Joseph Lartigue in einer Zwischenposition, in der sie sich in der Kontinuität des revolutionären Syndikalismus sahen, aber auch die Verdienste der Sowjetrevolution anerkannten. Sie bilden eine Scharniergruppe, der die Befürworter des Beitritts formell Zugeständnisse anboten: eine vorbehaltliche Mitgliedschaft in der RGI und eine geteilte Verantwortung in der Führung des Einheitsverbands. Ursprünglich nicht vorgesehen, verdankte Marie Guillot ihre Nominierung für den konföderalen Vorstand der CGTU der Absage ihres Kollegen Louis Bouët. „Es ist das erste Mal, dass eine Frau dem konföderalen Vorstand angehören wird“, stellte der Journalist von L’Humanité fest.
Der Kongress der Fédération de l’Enseignement, die Marie Guillot zum Beitritt zur CGTU veranlasst hatte, fand vom 17. bis 19. August in Paris statt. Er bestätigte den Beitritt zur RGI. Das Zusammenleben der revolutionären Gewerkschafter mit den bedingungslosen Anhängern des internationalen Zentralismus war aber nur von kurzer Dauer. Marie Guillot und ihre Mitstreiterinnen traten im Juli 1923 von ihren Ämtern in der CGTU zurück und erreichten, dass im November 1923 ein außerordentlicher Kongress in Bourges abgehalten wurde. Nachdem sie aus dem zentralen Frauenausschuss, den sie leitete, ausgeschlossen worden war, beschlossen sie und ihre Mitstreiter, sich nicht mehr an der Führung der CGTU zu beteiligen.
Im Juni 1924 wurde sie wieder in den Unterrichtsdienst aufgenommen. Sie kehrte in ihre Heimat Saône-et-Loire zurück, wo sie sich für bürgernahe Gewerkschaften, die Einklassenschule und gewerkschaftliche feministische Gruppen einsetzte. Die „Normalisierung“ des CGTU-Verbands für das Unterrichtswesen zwischen 1929 und 1931 stürzte sie in die Verzweiflung. Aufgrund ihrer schlechten körperlichen und geistigen Gesundheit musste sie in ein Krankenhaus in Lyon eingeliefert werden, wo sie im Alter von 54 Jahren starb.